# Idee mają konsekwencje
Idee mają konsekwencje (Ideas Have Consequences) - książka autorstwa Richarda M. Weavera wydana w Krakowie nakładem Wydawnictwa Profesjonalnej Szkoły Biznesu w 1996 roku (wydanie amerykańskie: 1948). Autorem przekładu jest Barbara Bubula, a posłowia Wojciech Turek.

## Treść
Dzieło to jest jednym z najbardziej znanych w dorobku amerykańskiej myśli konserwatywnej. Autor dowodzi tezy o głębokim kryzysie zachodniej cywilizacji, wskazuje symptomy tego procesu, analizuje jego przyczyny oraz bliższe i dalsze konsekwencje.
ISBN 83-854441-33-6